# ロクシー・ドーラス
ボンボン・ロクシー・ドーラス（Bongbong Roxy Dorlas、1987年9月2日 - ）は、オランダとフィリピンの元サッカー選手、サッカー指導者。元フィリピン代表。現役時代のポジションはLW。

## 経歴
2008年から2011年にかけてメンディオラFC 1991に所属し、その後ロヨラ・メラルコ・スパークスFCに移籍した。2015年にグローバルFCに移籍した。
また、2008年から2010年にかけてフィリピン代表として出場した。
2016年に現役を引退し、U-16代表の監督に就任した。